# Дмитриев, Владислав Алексеевич
Владислав Алексеевич Дмитриев (1923—2006) — российский учёный, разработчик вооружений.
Родился в Москве 27 августа 1923 года.
Окончил среднюю школу с отличием (1941). С сентября 1941 по апрель 1945 года — в действующей армии.
Артиллерист, старший сержант, командир орудия 315 отдельного истребительного противотанкового дивизиона 262 стрелковой дивизии. Воевал на Калининском, 1-м Прибалтийском, Западном фронтах. При штурме Кенигсберга получил тяжелое ранение, до сентября 1945 года находился в эвакогоспитале, получил инвалидность 2 группы. Награждён орденами Отечественной войны II степени, Красной Звезды, Славы III степени, медалью «За победу над Германией в Великой Отечественной войне 41-45 гг.»
С отличием окончил Московский авиационный институт (1951).
В 1951—1965 инженер, старший инженер, ведущий инженер, начальник сектора КБ-1 (Москва). В 1965—1969 начальник теоретического отдела НИРТИ.
С 1969 начальник сектора КБ-1 (НПО «Алмаз»). 
Кандидат технических наук (1980).
Участвовал в разработке радиотехнических устройств для систем С-25, С-75, С-200, С-300П.
Ленинская премия 1980 года
Награждён орденом Трудового Красного Знамени, медалью «За трудовую доблесть».
Умер 2 июня 2006 г.